# Ti-Abstraktum
Der Begriff ti-Abstraktum bezeichnet in der indogermanischen Linguistik ein Verbalabstraktum, das durch eine Erweiterung auf -ti gebildet ist. Diese Erweiterung setzt sich aus den beiden Determinativen t und i zusammen (als Determinativ definiert Hermann Hirt (vgl. die Quellen) ein Suffix, dessen Bedeutung nicht oder zumindest nicht unmittelbar erkannt werden kann). In einigen wenigen Fällen kann die Bildung auf -ti auch ein Nomen agentis bezeichnen. Verbalabstrakta können in (zumindest äußerlich) ähnlicher Weise auch auf -tu gebildet werden, man spricht dann von tu-Abstrakta. Eine Erweiterung des Suffixes -tu ist das Suffix -tūti.

## Beispiele
- Ein deutsches Beispiel ist das Wort Pflicht, das auf westgermanisches *pleh-ti- zurückgeht.[1]
- Ein weiteres ähnliches deutsches Beispiel ist Flucht (von fliegen; diese Aussage bezieht sich nicht auf Flucht von fliehen).[2]
- Ein indogermanisches Beispiel ist *mn-ti- (Sinn, Gedanke; man beachte, dass das n silbisch ist).
- Ein altindisches Beispiel ist gátis (Gehen, Gang).
- Griechische Beispiele sind die Abstrakta auf -σις (-sis), z. B. βάσις (básis; Gang, Schritt), τάξις (táxis; Ordnung,  Stellung).
- Ein lateinisches Beispiel ist hostis (Feind), das ein Beispiel für die selteneren Nomina agentis in dieser Klasse ist.
- Ein weiteres Beispiel für ein Nomen agentis ist das griechische μάντις (mántis; Seher, Wahrsager).
- Ein Beispiel für ein tu-Abstraktum ist das lateinische fructus (Nutzung, Ertrag; davon deutsches Frucht).[3]